# Thomas Lacans
Pas d'image ? Cliquez ici

a Compétitions nationales et continentales officielles uniquement.

b Matchs officiels uniquement.
Thomas Lacans, né le 7 décembre 2000, est un joueur de rugby à XIII français évoluant au poste de demi de mêlée. Né dans une famille de pratiquants, il débute tout naturellement au rugby à XIII à l'âge de quatre ans. Membre de l'académie des Dragons Catalans, il fait ses premiers matchs dans le Championnat de France sous les couleurs de Lézignan. Parallèlement, il connaît une victoire en Championnat d'Europe des moins de dix-neuf ans avec l'équipe de France juniors et sa première convocation avec l'équipe de France en juin 2019.

## Biographie
Son père, Cédric Lacans, est un joueur de rugby à XIII au poste de talonneur ayant notamment évolué à Lézignan avec lequel il fut champion de France en 2008, 2009 et 2010. Le parrain de son père, Pierre Lacans, est également un joueur de rugby à XIII et XV ayant fait partie du club de Béziers dans les années 1970 et 1980 où il remporta le Championnat de France en 1978, 1980, 1981, 1983 et 1984.

## Palmarès
- Collectif : 
  - Vainqueur du Championnat de France : 2021 (Lézignan).
  - Vainqueur du Championnat d'Europe des moins de dix-neuf ans : 2018 (France).

### Détails en sélection
| 1. | 22 octobre 2024 | Ukraine | 74-8 | Qualif. CM | Demi de mêlée | - | - | - | - |

### Détails en club
| Saison    | Club     | Compétition           | Matchs | Points | Essais | Goals | Drops |
| --------- | -------- | --------------------- | ------ | ------ | ------ | ----- | ----- |
| 2018-2019 | Lézignan | Championnat de France | 14     | 24     | 6      | -     | -     |
| 2019-2020 | Lézignan | Championnat de France | 9      | 16     | 4      | -     | -     |
| 2020-2021 | Lézignan | Championnat de France | 9      | 12     | 3      | -     | -     |